# 城子镇 (围场县)
城子镇是中华人民共和国河北省承德市围场满族蒙古族自治县下辖的一个行政建制镇。

## 行政区划
城子镇下辖以下地区：
城子村、六棵桦村、土门村、桃山村、八顷村、哈字村、平房村、哑字村、二号村、十二号村和十九号村。